# Protofanes z Magnezji
Protofanes z Magnezji (gr. Πρωτοφάνης) – starożytny grecki atleta pochodzący z Magnezji nad Meandrem, olimpijczyk. Jeden z siedmiu atletów w historii, którym udało się zdobyć w Olimpii prestiżowy tytuł paradoksonikes, zwyciężając jednocześnie w zapasach i pankrationie. Wyczynu tego dokonał na igrzyskach w roku 92 p.n.e.